# 華氏451度
『華氏451度』（かしよんひゃくごじゅういちど）は、アメリカ合衆国の作家レイ・ブラッドベリによる1953年のディストピア小説である。題名は、紙が燃え始める温度に由来する。

## 概要
物語は、書物が禁止され、「昇火士」が発見した本をすべて焼却する未来のアメリカ社会を描いている。主人公は昇火士ガイ・モンターグの視点で物語が進み、彼は文学を検閲し知識を破壊する仕事に疑問を抱き、最終的には職を辞して文学や文化的著作の保存に身を投じる。
『華氏451度』は、第二次赤狩りやマッカーシー時代に執筆され、ナチス・ドイツによる焚書やソビエト連邦における思想弾圧に触発されて書かれた。ブラッドベリの執筆動機は時期によって変遷しており、1956年のラジオインタビューでは「アメリカでの焚書の脅威を危惧して書いた」と語っている。後年になると、本書は「マスメディアが文学への関心を失わせること」についての評論であると説明した。さらに、1994年のインタビューでは「政治的正しさ」が本書の検閲を象徴するものであり、それこそが「今日の真の敵」だと述べ、「思想統制と言論の自由の抑圧」であると警鐘を鳴らしている。
『華氏451度』の文章の一部やテーマは、ブラッドベリの過去の短編小説にも見られる。1947年から1948年にかけて、彼は『輝くフェニックス』という短編を執筆し、そこで図書館司書が「首席検閲官」と対峙する物語を描いた。また、1949年に警察との遭遇を経験したブラッドベリは、1951年に『歩行者』という短編を書いた。この物語では、夜の散歩をしていた男性が警察に嫌がらせを受け、拘束される。『歩行者』の世界では、市民は娯楽としてテレビを視聴することが期待されており、この要素は『華氏451度』にも取り入れられた。『輝くフェニックス』と『歩行者』の要素は融合され、1951年にSF雑誌『ギャラクシー・サイエンス・フィクション』に掲載された中編小説『ファイアマン』となった。その後、バランタイン・ブックスの編集者スタンリー・カウフマンの勧めにより、ブラッドベリは『ファイアマン』を長編化し、1953年に『華氏451度』として完成させた。 
『華氏451度』は発売直後から高い評価を受けたが、批判的な意見も存在した。物語の内容が問題視され、南アフリカのアパルトヘイト政権下やアメリカの一部の学校で検閲の対象となった。1954年には、アメリカ芸術文学アカデミー文学賞およびカリフォルニア・コモンウェルス・クラブ金賞を受賞。その後、1984年にプロメテウス賞「殿堂入り」、2004年には「レトロ・ヒューゴー賞」を受賞。また、1976年のオーディオブック版ではブラッドベリ自身が朗読し、グラミー賞のスポークン・ワード部門にノミネートされた。本作は映画、舞台、ビデオゲームなどに何度も翻案されている。映画化作品には、1966年にフランソワ・トリュフォー監督、オスカー・ウェルナー主演で制作されたものと、2018年にラミン・バフラニ監督、マイケル・B・ジョーダン主演で制作されたテレビ映画がある。いずれも批評家の評価は賛否両論だった。ブラッドベリ自身は、1979年に舞台版を発表し、1984年には同名のインタラクティブ・フィクション・ビデオゲームの開発にも関わった。また、関連短編集『A Pleasure to Burn』も刊行している。さらに、BBCラジオでは2度のラジオドラマ化も行われた。

## 歴史的・伝記的背景
非米活動調査委員会（HUAC）は、1938年に設立され、共産主義との関係が疑われるアメリカ市民や組織を調査する機関であった。1947年には、ハリウッド映画製作における共産主義の影響を調査する公聴会を開催した。政府が芸術家や創作者の活動に干渉することに、ブラッドベリは激怒した。彼は自国政府の動きに懸念を抱いており、1949年の深夜、熱心すぎる警官との遭遇が彼に短編小説『歩行者』を書くきっかけを与えた。この作品は後に『ファイアマン』、さらに『華氏451度』へと発展していく。1950年に始まった上院議員ジョセフ・マッカーシーによる「マッカーシズム」による共産主義者迫害は、ブラッドベリの政府への不信感をさらに深めた。
ラジオの黄金時代は1920年代初頭から1950年代後半にかけて続き、ブラッドベリの幼少期と重なる。一方、テレビの黄金時代への移行は、彼が『華氏451度』につながる作品を書き始めた時期と重なっていた。ブラッドベリは、これらのメディアが読書にとって、ひいては社会にとって脅威となると考えていた。彼は、マスメディアが人々を重要な問題から遠ざける可能性があると懸念し、その不信感は『華氏451度』のミルドレッドと彼女の友人たちを通じて表現されている。
ブラッドベリの生涯にわたる読書への情熱は幼少期に始まった。高校卒業後、家計が苦しく大学へ進学することができなかったため、彼はロサンゼルス公共図書館に通い、独学で知識を深めていった。1920年代から1930年代にかけて、地元の図書館を頻繁に訪れていたブラッドベリは、H・G・ウェルズの作品のような人気SF小説が「文学的価値が低い」として蔵書に含まれていないことに落胆した。また、アレクサンドリア図書館の焼失について学んだことで、本が検閲や破壊にさらされる脆弱性を強く意識するようになった。
ティーンエイジャーになると、ブラッドベリはナチス・ドイツによる焚書に衝撃を受けた。「私が15歳のとき、ヒトラーはベルリンの街頭で本を焼いた。それが私を恐怖に陥れた」と彼は語っている。また、彼はソ連のヨシフ・スターリンによる大粛清にも影響を受けた。これは政治的弾圧の一環として、多くの作家や詩人が逮捕され、処刑された出来事である。ブラッドベリは、「彼らは本を燃やす代わりに、作家を燃やしたのだ」と述べている。

## 受容
1954年、『ギャラクシー・サイエンス・フィクション』誌の評論家グロフ・コンクリンは本作を「過去10年以上にわたって英語で書かれた偉大な想像力の作品のひとつ」と評した。『シカゴ・サンデー・トリビューン』のオーガスト・ダーレスは本書を「一つの可能性としての未来の生活を、野蛮かつ衝撃的に予見した作品」と述べ、「説得力があり、ブラッドベリの卓越した想像力を称賛すべき作品」と評した。それから半世紀以上が経過した後、サム・ウェラーは「『華氏451度』は出版当初から、社会批評としての先見性を称えられた」と書いている。現在でも、本作は同調圧力や政府による検閲の悪影響に警鐘を鳴らす重要な作品と見なされている。
しかし、初版の段階で本作を評価しなかった批評家もいた。アンソニー・バウチャーとJ・フランシス・マコマスは本書に対してあまり熱心な評価をせず、「単に水増しされた作品であり、時折目を引く独創的な仕掛けはあるものの、... しばしば言葉の奔流に頼りすぎており、多くの場合、単なる言葉の羅列に過ぎない」と批判した。『アスタウンディング・サイエンス・フィクション』誌でのレビューでは、P・シャイラー・ミラーが本作を「ブラッドベリの辛辣で、ほとんどヒステリックな攻撃的論説のひとつ」と評しつつも、「感情的な高まりと、読者の心を捉えて離さない細部の描写」を称賛した。
同様に、『ニューヨーク・タイムズ』は本作に対して冷淡な評価を下し、さらにブラッドベリが現代文化の多くの側面に対して異常な憎悪を抱いていると非難した。その「異常な憎悪」の対象として、ラジオ、テレビ、大半の映画、アマチュアおよびプロのスポーツ、自動車などが挙げられ、彼が「思考する人間の純粋な生活を堕落させるもの」と考えている点を批判した。
それにもかかわらず、『華氏451度』はニューヨーク公共図書館の「歴代貸出ランキングTOP10」で第7位にランクインしている。

### 検閲・禁止事件
『華氏451度』は出版以来、皮肉にも検閲に関する作品でありながら、保護者や教育関係者の要請によって禁止・検閲・改訂されることが時折あった。その主な事例には以下のようなものがある。
- アパルトヘイト時代の南アフリカでは、1950年代から1970年代にかけて数千冊の禁止書籍とともに本書も焼却された。
- 1987年、フロリダ州パナマシティのベイ郡教育委員会は、教育監督官レナード・ホールが導入した3段階の書籍分類制度において、『華氏451度』を「第3段階」に指定した。第3段階に分類された書籍は「不適切な言葉が多い」として授業から除外される対象となった。しかし、住民による集団訴訟、メディアの報道、そして生徒たちの抗議活動を受けて、教育委員会はこの制度を撤廃し、すべての書籍の使用を許可した。
- 1992年、カリフォルニア州アーバインのヴェナド中学校では、生徒に配布された『華氏451度』の「不適切」と見なされた単語が黒塗りされた。これを知った保護者が地元メディアに訴えかけた結果、検閲されていない正規版の使用が復活した。
- 2006年、テキサス州モンゴメリー郡の高校で、10年生（高校1年生）の娘が『華氏451度』を課題として読まされたことに対し、その両親が本の使用禁止を求めた。特に問題視されたのは、攻撃的な言葉遣い、聖書を焼く描写、暴力的な内容、キリスト教徒の描かれ方、昇火士の描写であった。なお、この本は「禁止された本の週間」の一環として課題に出されていたが、娘は数ページ読んだ時点で「不適切な内容」だとして読むのをやめたという。

## テーマ
『華氏451度』に関する議論は、その物語が国家による検閲への警告であるという点に焦点を当てることが多い。実際、ブラッドベリがこの小説を執筆したのはマッカーシー時代のことであり、当時のアメリカにおける検閲を懸念していた。1956年のラジオインタビューにおいて、ブラッドベリは次のように語っている。
「私はこの本を、四年前にこの国の状況を懸念していた時期に書いた。当時、多くの人々が自らの影を恐れ、本の焚書の危機があった。多くの本が書棚から取り除かれていたのだ。しかしもちろん、四年の間に状況は大きく変わった。事態は健全な方向へと戻りつつある。しかし当時の私は、もしこの流れが行き過ぎればどうなるのかを描く物語を書きたかった。思考が完全に停止し、龍が自らの尾を飲み込み、私たちは宙ぶらりんの状態に陥り、最終的には自滅する、そんな状況をね。」
しかし時が経つにつれ、ブラッドベリはこの物語を執筆した主な動機として検閲を挙げることを控えるようになった。むしろ、彼は『華氏451度』の真のメッセージは、識字能力を失い、マスメディアに熱中する社会の危険性や、少数派や特定の利益団体が書物に与える脅威についてであると主張するようになった。1950年代後半、ブラッドベリは次のように述べている。
「私は短編小説『華氏451度』を書いたとき、四、五十年後に生じるかもしれない世界を描いているつもりだった。しかし、ほんの数週間前、ビバリーヒルズでのある夜、一組の夫婦が犬を連れて歩いているのを目にした。そして、私は彼らの後ろ姿を見つめ、完全に衝撃を受けた。その女性は片手にタバコの箱ほどの小さなラジオを持ち、そのアンテナが震えていた。そこから細い銅線が伸び、先端には小さな円錐形のイヤフォンがあり、彼女の右耳に差し込まれていた。彼女は、夫や犬の存在をまるで意識することなく、遠くの風の音やささやき声、昼ドラの叫びを聞いていた。まるで夢遊病者のように、夫に歩道の縁石を上り下りさせてもらっていたが、その夫はそこにいる意味さえないように思えた。これはフィクションではなかったのだ。」
この物語は、ミルドレッドの「シーシェル・イヤーシンブル」（つまり、カナル型イヤホンのブランド）が、彼女とモンターグの間に感情的な壁を作る様子を反映している。2007年のインタビューで、ブラッドベリは人々が彼の本を誤解していると主張し、『華氏451度』は本来、テレビのようなマスメディアが文学の読書を周縁化することについての声明であると述べている。少数派とみなされることに関して、彼は1979年の『コーダ』で次のように書いている。
「本を焼く方法は一つではない。そして、世界には点火したマッチを持って走り回る人々が溢れている。バプティスト派／ユニテリアン派、アイルランド人／イタリア人、80歳以上の高齢者／禅仏教徒、シオニスト／セブンスデー・アドベンティスト、ウーマンリブ運動／共和党員、マタシーン協会／フォースクエア・ゴスペルの信者、それぞれが、自分たちには石油を撒き、導火線に火をつける意志と権利、そして義務があると考えているのだ。 […]私の小説『華氏451度』のファイア・キャプテン、ビーティーは、まず少数派によって本が燃やされたと説明している。それぞれがこの本の一節、次の本の一段落を破り取っていき、ついには本が空っぽになり、思考は閉ざされ、図書館は永遠に閉鎖されてしまった。[…]たった6週間前、私は驚くべき事実を知った。バランタイン・ブックスの編集者たちが、若者を汚染することを恐れ、何年にもわたって私の小説の中から75カ所もの部分をこっそり削除していたのだ。この小説は未来の検閲と焚書を扱っているというのに、なんという皮肉だろうか。読者の学生たちがこの皮肉を指摘する手紙を送ってきた。そして、新しいバランタインの編集者であるジュディ＝リン・デル・レイは、今夏、すべての"damn"や"hell"（いわゆる汚い言葉）を元通りにして、新版を出版する予定だ。」
ブラッドベリによれば、焚書という検閲は、主に二つの要因の副産物に過ぎなかった。これは、小説の中でキャプテン・ビーティーがモンターグに語る「昇火士の歴史」とも一致する。ブラッドベリによれば、『華氏451度』における真の犯人は国家ではなく「人々」となる。この世界の検閲は、権力維持のための独裁的な政策の結果ではなく、分裂した社会がその問題を解決しようとする中で、娯楽とテクノロジーの力を利用した結果として生じている。キャプテン・ビーティーはこう説明している。
「市場が大きくなるほど、モンターグ、論争を避けるようになるのさ、覚えておけ！ すべての些細な少数派のへそをきれいに保たねばならんからな。」[…]「政府が命じたわけではない。法令も布告も検閲も、最初からなかったのだ、違うか！ テクノロジー、大衆向けの商品、そして少数派の圧力こそが、この流れを決定づけたのさ、ありがたいことにな。」
この小説には、検閲以外にもさまざまなテーマが存在すると指摘されている。主なテーマとして、同調圧力への抵抗と、テクノロジーやマスメディアを通じた個人の支配の二つが挙げられる。ブラッドベリは、政府がマスメディアを利用して社会に影響を与え、焚書を通じて個人主義を抑圧する様子を描いている。登場人物であるビーティーとファーバーは、責任がアメリカの国民自身にあることを指摘する。人々は常に単純で前向きなイメージを求めるため、書物は抑圧されねばならなかったのだ。ビーティーは、出版物が自分たちを不快に描写しているとして抗議する少数派グループを非難している。一方、ファーバーはさらに踏み込み、「政府が本を禁止したのではなく、アメリカの国民が自ら本を読まなくなったのだ」と述べた。彼はまた、焚書そのものが一般大衆にとって一種の娯楽になってしまったことを指摘している。
1994年のインタビューで、ブラッドベリは『華氏451度』が当時の社会においてかつてないほど重要な意味を持つようになったと述べ、次のように語った。「今の時代では、むしろこの本のテーマがより強く機能している。なぜなら、今や「ポリティカル・コレクトネス」があるからだ。今日の本当の敵はポリティカル・コレクトネスだ。黒人団体は我々の思考を支配しようとしており、特定の発言が許されなくなっている。LGBTの団体も、自分たちへの批判を許さない。それは思想統制であり、言論の自由の抑圧だ。」
愚民政策を題材とした作品として語られることが多いが、ブラッドベリ自身は『この作品で描いたのは国家の検閲ではなく、テレビによる文化の破壊（a story about how television destroys interest in reading literature）』と2007年のインタビューで述べている。

## 未来予測
『華氏451度』の舞台は特定の都市や時代として明示されていないが、遠い未来の出来事として描かれている。最も初期の版では、2022年に発生した核戦争に関する言及があるため、物語の時代設定は2022年以降であることが明確になっている。 
ブラッドベリは自らを「未来を予測する者ではなく、未来を防ぐ者」と表現している。彼は、焚書が未来において避けられない運命であるとは考えておらず、むしろその発展を防ぐために警鐘を鳴らしたかったのだ。後年のインタビューで、『華氏451度』を学校で教えることが彼の描いた全体主義的な未来を防ぐのかと問われた際、彼は否定的な見解を示した。むしろ、教育は幼稚園や小学一年生の段階から始めなければならないと述べた。その時点で読書ができなければ、『華氏451度』を読むこともできなくなってしまうからである。 
テクノロジーに関して、サム・ウェラーは「ブラッドベリは薄型テレビやカナル型イヤホン、24時間対応のATMまで予見していた」と指摘している。

## あらすじ

### 第一部　炉床と火トカゲ
遠い未来、ガイ・モンターグは「昇火士」として働いていたが、その仕事は違法とされた本を焼き払い、それらが隠されている家ごと燃やすことだった。ある秋の夜、仕事からの帰り道、彼は新しい隣人クラリス・マクレランと出会う。彼女の自由な思想や解放的な精神に触れたことで、モンターグは自分の人生や幸福について疑問を抱くようになる。モンターグが帰宅すると、妻のミルドレッドが睡眠薬の過剰摂取で意識を失っていた。彼はすぐに医療処置を呼び、到着した二人の救急隊員が彼女の胃を洗浄し、血液を入れ替えた。隊員たちはすぐに次の過剰摂取患者のもとへ向かい、モンターグはその後、クラリスと彼女の家族が文盲化した社会について語り合うのを偶然耳にする。その後、モンターグの心にはクラリスの反体制的な思想やミルドレッドの生死をさまよった出来事が重くのしかかる。数日間、モンターグは毎晩のように帰宅途中にクラリスと会うようになる。彼女のささやかな楽しみや興味は、同世代の若者たちからは奇異の目で見られ、彼女はその行動を理由にセラピーを受けることを強制されていた。モンターグは彼女との交流を楽しみにするようになるが、ある日突然クラリスが姿を消してしまう。
その後のある日、モンターグは同僚の昇火士たちと共に、本で埋め尽くされた老女の家を捜索し、灯油を撒く。しかし、モンターグはその家から一冊の本をこっそり盗む。老女は家を離れることを拒み、自らマッチに火をつけ、本と共に焼身自殺する。その衝撃に打ちのめされたモンターグは家に戻り、本を枕の下に隠す。そしてミルドレッドにクラリスのことを尋ねると、彼女は、クラリスの家族は引っ越し、クラリス自身は四日前に猛スピードの車に轢かれて死亡したと淡々と告げる。その事実を今まで黙っていたことにモンターグは愕然とし、不安を抱えながら眠りにつこうとする。その夜、彼は「機械化ハウンド」と呼ばれる八本脚の犬のようなロボットが近くにいるのではないかと疑う。この機械は消防署に常駐し、本を隠し持つ者を探し出して処分する役割を担っていた。
翌朝、モンターグは体調を崩して目を覚ます。ミルドレッドは彼の看病を試みるが、居間の壁一面に設置された「パーラーウォール」と呼ばれる巨大なテレビの娯楽に夢中で、ほとんど彼を気にかけない。モンターグが「しばらく昇火士の仕事を休みたい」と提案すると、ミルドレッドは家やパーラーウォールの「家族」を失うことを恐れてパニックに陥る。そのとき、モンターグの上司である消防隊長のビーティが彼を訪ねてくる。モンターグの動揺を察したビーティは、本がどのように価値を失い、昇火士の仕事が現在の役割へと変わっていったかを語る。人々は新しいメディア（映画やテレビ）やスポーツ、加速する生活のペースを好むようになり、本は要約され、短縮され、やがて関心を持たれなくなった。同時に技術の進歩により建物はすべて耐火素材で作られるようになり、昇火士の役割も変化した。政府は、昇火士を社会の「安心」を守る者と位置づけ、火を消すのではなく、むしろ火をつける役割を与えたのだ。本は混乱や抑うつを引き起こし、人々の生活を複雑にするとされ、焼却されるべきものとされたのである。その後、ビーティはモンターグの枕の下に隠された本に気づいたかのような素振りを見せ、意味深な警告を残して去っていく。「もし昇火士が本を所持していることが発覚したら、24時間以内に自ら焼却しなければならない。拒否した場合、他の昇火士たちが家ごと焼き払うことになる」と。モンターグは恐怖に震えた。
ついに、モンターグはミルドレッドに打ち明ける。実は彼はこの一年間、本を収集し、天井裏に隠していたのだ。ミルドレッドはパニックに陥り、一冊をつかんで台所の焼却炉に投げ込もうとするが、モンターグがそれを制止する。そして彼は「まず本を読んでみよう」と提案する。もしそれらに価値がないと判断すれば、すべて燃やし、元の生活に戻ると誓うのだった。

### 第二部　ふるいと砂
ミルドレッドはモンターグの計画に従うことを拒み、「なぜ自分や誰かが本なんかに関心を持つ必要があるのか」と疑問を投げかける。モンターグは激昂し、ミルドレッドの自殺未遂、クラリスの失踪と死、自ら焼身自殺した老女、そして大衆に無視され続ける迫りくる戦争についてまくし立てる。そして、もしかすると過去の本には社会の崩壊を食い止めるためのメッセージがあるのではないかと提案する。しかし、ミルドレッドは納得しない。
ミルドレッドを説得することは不可能だと悟ったモンターグは、本を理解するための助けを必要とする。彼は、かつて公園で出会ったファーバーという老人のことを思い出す。ファーバーは、本が禁止される前は英文学の教授だった。モンターグは、女性の家から盗んだ『聖書』を持ち、ファーバーの家を訪れる。何度も躊躇しながらも助けを求めた後、モンターグはついにファーバーを強引に協力させるため、『聖書』のページを一枚ずつ破り始める。恐怖に駆られたファーバーはついに折れ、モンターグに手製の小型イヤーピースを渡す。これにより、ファーバーは遠隔でモンターグに指示を出せるようになった。
モンターグが家に戻ると、ミルドレッドの友人であるボウルズ夫人とフェルプス夫人が訪れ、パーラーウォールの番組を楽しんでいた。だが、モンターグはこの娯楽に関心を持てず、テレビを消し、二人と真剣な会話をしようとする。しかし、彼女たちは極めて無関心で、無知で、冷淡な態度を示すばかりだった。怒りに駆られたモンターグは、詩集を取り出して彼女たちに見せる。その行為に、遠隔で様子を聞いていたファーバーは動揺する。ミルドレッドは慌てて「昇火士は毎年一度、過去を笑い飛ばすために古い本を読むという伝統がある」と取り繕おうとするが、モンターグは詩を朗読し続ける。すると、フェルプス夫人は突然泣き出し、二人の女性は困惑しながら家を後にする。
モンターグは本を裏庭に隠し、夜遅くに消防署へ戻る。そこで、彼はビーティに一冊の本を差し出す。前夜に盗んだことをビーティが気づいていると思い、誤魔化すためだった。ビーティはその本をゴミ箱に投げ捨てる。そして彼は、自身もかつては熱心な読書家だったことを明かしながら、今は本に幻滅していると語る。そのとき、火災警報が鳴り響く。ビーティは通信システムから出動先の住所を受け取る。消防車が現場へと向かうと、モンターグが目にしたのは、まさかの目的地だった――自分の家だった。

### 第三部　火はあかるく燃えて
ビーティはモンターグに、自宅を焼却班が通常使う強力な「サラマンダー」ではなく火炎放射器で破壊するよう命じる。そして、モンターグの妻と彼女の友人たちが彼を密告したことを告げる。モンターグは、ミルドレッドが家を出ていくのを見つめる。彼女はパーラーウォールの「家族」を失ったショックで、夫の存在や周囲の状況すら認識できず、ただタクシーに乗り込む。モンターグは命令に従い、家を一つずつ焼き尽くしていく。しかし、その最中にビーティがモンターグのイヤーピースを発見し、ファーバーを追跡しようとする。モンターグは火炎放射器を向けてビーティを脅すが、ビーティは彼を嘲笑し続ける。ついにモンターグは引き金を引き、ビーティを焼き殺してしまう。その後、逃げ出そうとするモンターグに機械犬が襲いかかり、脚に麻酔を注入する。モンターグは火炎放射器で機械犬を破壊し、足を引きずりながら現場を後にする。逃亡しながら、彼はビーティが以前から死を望んでいたことに気づく。ビーティはモンターグを挑発し、武器を与えたのは、自らの死を望んでいたからだと悟る。
モンターグはファーバーの家を目指して走る。その途中、道路を横切る際に車が突進してくるが、間一髪でかわし、クラリスと同じ運命を辿るところだった。膝を負傷しながらも彼は進み続ける。ファーバーはモンターグに田舎へ向かい、そこに住む亡命した読書家のグループと接触するよう助言する。ファーバー自身はミズーリ州セントルイス行きのバスに乗り、後でモンターグと合流するつもりだった。一方、モンターグを追跡し殺害するため、新たな機械犬が放たれ、報道ヘリコプターがその様子を中継し、大衆向けの見世物とする。モンターグは自宅周辺の匂いを拭い去り、機械犬を撹乱しようとする。そして、川に飛び込み、流れに身を任せて逃げる。やがて彼は亡命者たちと出会い、彼らはテレビを通じてモンターグの到着を予測していた。
この流浪者たちは皆、かつての知識人であり、本が禁止された後も記憶に刻むことで知識を保持してきた。彼らは社会が崩壊した後に再び文学を復活させるため、それぞれ異なる本を暗記していた。モンターグも自分にできることを模索し、『伝道の書』を部分的に暗記していることに気づく。そして、このグループには写真記憶を引き出す独自の方法があることを知る。彼らが知識を共有している最中、空を飛ぶ爆撃機の編隊が都市を核攻撃し、一夜にして戦争が始まり、そして終わる。ファーバーは早い段階でバスに乗ったため無事だっただろうが、ミルドレッドを含め都市にいた人々は全員死亡した可能性が高い。負傷し泥だらけになりながらも、モンターグと亡命者たちは爆風を生き延びる。
戦争が終わった後、亡命者たちは廃墟となった都市へ戻り、社会の再建に取り掛かる。

## 登場人物
ガイ・モンターグ
主人公。焚書の仕事をしているファイアマン（焚書官または昇火士）。30代。ミルドレッドからはガイと呼ばれているが、他からはモンターグと呼ばれている。クラリスとの出会いや老女の件をきっかけに社会に疑問を抱く。
クラリス・マクレラン
モンターグ家の隣に引っ越してきた少女。17歳。高校生だが、奇行のため精神科に通院させられている。モンターグからは、実年齢よりもずっと上のように見えることがあると評されている。交通事故により死亡。
ミルドレッド
モンターグの妻。モンターグからはミリーと呼ばれている。睡眠薬を大量に飲み、死にかける。
ベイティー
モンターグの上司で署長。ファイアマン。本に対して、博識でありながらも本を否定する。フェイバーからはおそろしく狡猾な男と評され、モンターグの異変にいち早く気付く。
フェイバー
元カレッジの英語教師の老教授。本を隠し持っている。現在の社会を憂いていたが行動には移せずにいた。モンターグの協力者となる。
老女
本を隠し持っていたため、隣人の密告により処罰対象となる。
ストーンマン
モンターグの同僚のファイアマン。
ブラック
モンターグの同僚のファイアマン。
フェルプス夫人
ミルドレッドの友人。ミルドレッドからはクララと呼ばれている。
ボウルズ夫人
ミルドレッドの友人。子供が二人いる。

## タイトル
本のタイトルページには、タイトルの由来について次のように説明されている。 「華氏451度—本のページに火がつき、燃えあがる温度……」 ブラッドベリが紙が発火する温度について尋ねた際、451°F（233°C）が紙の発火点（自然着火温度）であると伝えられた。しかし、さまざまな研究において、科学者たちは紙の自然着火温度を424〜475°F（218〜246°C）の範囲内と報告しており、その温度は紙の種類によって異なることがわかっている。

## 日本語訳書
- 華氏四五一度 レイ・ブラドベリー 南井慶二訳 元々社・最新科学小説全集 1956年6月
- 華氏451度 宇野利泰訳 早川書房・ハヤカワ・SF・シリーズ3065、1964年3月
- 華氏451度 宇野利泰訳 早川書房・世界SF全集13、1970年5月
- 華氏451度 宇野利泰訳 早川書房・ハヤカワ文庫NV106、1975年11月、ISBN 4-15-040106-3
- 華氏451度 宇野利泰訳 早川書房・ハヤカワ文庫SF1691、2008年11月、ISBN 978-4-15-011691-0
- 華氏451度〔新訳版〕  伊藤典夫訳 早川書房・ハヤカワ文庫SF1955、2014年6月、ISBN 978-4-15-011955-3

## 映画
- 華氏451（1966年）
  - フランソワ・トリュフォー監督、オスカー・ウェルナー主演
- 華氏451 (2018年の映画)（英語版）（2018年）
  - ラミン・バフラニ監督、マイケル・B・ジョーダン主演